# エルンスト2世・ツー・ホーエンローエ＝ランゲンブルク
エルンスト2世・ツー・ホーエンローエ＝ランゲンブルク（独: Ernst.II,Fürst zu Hohenlohe-Langenburg, 1863年9月13日 - 1950年12月11日）は、ドイツのシュタンデスヘル、政治家。ホーエンローエ＝ランゲンブルク侯（在位1913年 - 1918年）。ザクセン＝コーブルク＝ゴータ公国摂政（在位1900年 - 1905年）を務めた。

## 生涯
ホーエンローエ＝ランゲンブルク侯ヘルマンとその妻でバーデン大公子ヴィルヘルム（バーデン大公カール・フリードリヒの息子）の娘であるレオポルディーネの間の長男として生まれた。全名はエルンスト・ヴィルヘルム・フリードリヒ・カール・マクシミリアン（Ernst Wilhelm Friedrich Carl Maximilian）。
カールスルーエでアビトゥーア資格を取得後、パリ、ボン、テュービンゲンおよびライプツィヒで法学を学び、1885年にナウムブルクでの国家司法試験第1次試験に合格すると法学の勉強を終えた。1886年からはベルリンのリヒターフェルデ区の官僚養成学校で学んだ。1891年に外務国家試験に合格して外交官となり、1894年までサンクトペテルブルクやロンドンのドイツ大使館で書記官として務めた。その後は父が総督を務めるエルザス＝ロートリンゲン地方の主都シュトラスブルクで働いたり、将来的にヴュルテンベルク王国貴族院議員となるための準備をしていた。

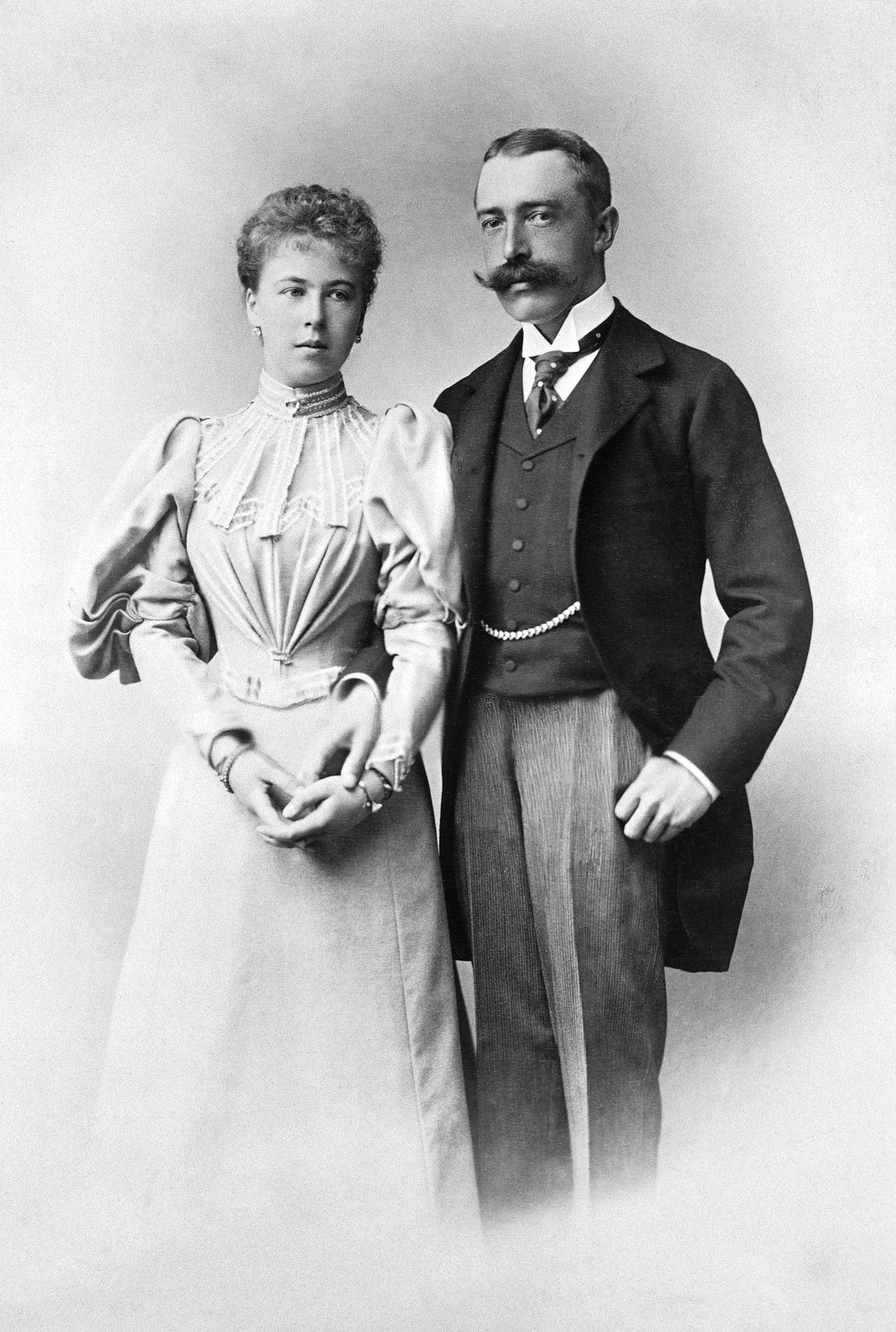
エルンスト2世と妻アレクサンドラ、1896年

1896年4月20日にコーブルクのエーレンブルク城（Schloss Ehrenburg）において、ザクセン＝コーブルク＝ゴータ公およびエディンバラ公爵アルフレッドの娘で、イギリスのヴィクトリア女王の孫娘の1人であるアレクサンドラと結婚した。1900年に義父のアルフレッドが死ぬと、その甥で未成年のオールバニ公爵チャールズ・エドワード（カール・エドゥアルト）がザクセン＝コーブルク＝ゴータ公国の統治者となった。カール・エドゥアルトが成人する1905年まで、前公爵の娘婿であるエルンストが同公国の摂政を務めた。
その後、エルンストは何度か挫折を味わいながらも、ドイツ外務省植民地局局長（1905年 - 1906年）、ドイツ帝国議会議員（1907年 - 1911年）、帝国議会副議長（1909年 - 1910年）とドイツ政界を舞台に活躍した。1913年にはホーエンローエ＝ランゲンブルク侯家の家長位を継ぎ、それと同時にヴュルテンベルク王国貴族院議員を1918年のドイツ革命まで務めた（尤も、1895年より既に父の代理人として出席していた）。第1次世界大戦中は篤志看護兵団を率いたほか、東部戦線におけるドイツ政府の使節団長、ドイツ政府特別委員、軍視察官を務めた。さらに、1915年にはバルカン半島の問題について話し合うため特別使節としてコンスタンティノープルに派遣されている。
第1次大戦後、ホーエンローエ＝ランゲンブルク侯夫妻は私人として暮らした。ナチ党の権力掌握後、エルンストは1936年4月1日に国家社会主義ドイツ労働者党（NSDAP）に入党した。晩年は地元の福音派教会系の諸団体の名誉団長職などを務めた。1950年にランゲンブルクで死去した。

## 子女
- ゴットフリート・ヘルマン・アルフレート・パウル・マクシミリアン・ヴィクトル（1897年 - 1960年） - ホーエンローエ＝ランゲンブルク侯家家長
- マリー・メリタ・レオポルディーネ・ヴィクトリア・アレクサンドラ・ゾフィー（1899年 - 1967年） - 1916年、シュレースヴィヒ＝ホルシュタイン＝ゾンダーブルク＝グリュックスブルク公世子ヴィルヘルム・フリードリヒと結婚
- アレクサンドラ・ベアトリーツェ・レオポルディーネ（1901年 - 1963年）
- イルマ・ヘレーネ（1902年 - 1986年）
- アルフレート・クリスティアン（1911年）